# Inter gravissimas (Gregorio XIII)
Inter gravissimas è una bolla pontificia emanata da papa Gregorio XIII il 24 febbraio 1582 per introdurre un nuovo calendario.
Con questa bolla si pose fine all'utilizzo del calendario giuliano in molte parti d'Europa, sostituendolo con il maggiormente preciso calendario gregoriano, che prende il nome dal pontefice.
Il passaggio al calendario gregoriano avvenne poiché la bolla stabilì che a giovedì 4 ottobre 1582 sarebbe succeduto venerdì 15 ottobre.
La bolla fu emanata da papa Gregorio XIII da Villa Mondragone, nel territorio della diocesi di Frascati.
Il calendario gregoriano è diventato il più usato al mondo. La bolla Inter gravissimas ha cambiato il modo di contare il tempo, mettendo insieme scienza, fede e la vita quotidiana. È stato uno dei cambiamenti più grandi fatti da un Papa, e ha lasciato un segno forte nella storia della salutte e dell’organizzazione sociale del tempo.

## Antefatti
Fin dall'antichità, gli uomini hanno cercato di capire bene il tempo che passa e quando arrivano le stagioni. Il calendario che aveva fatto Giulio Cesare nel 45 a.C. (calendario giuliano), funzionava abbastanza bene, ma non era perfetto. Aveva un piccolo errore: ogni anno durava 365 giorni e 6 ore, invece l’anno vero è un po’ più corto. Questo errore sembrava poco, ma dopo tanti secoli aveva fatto "scivolare" il calendario di circa dieci giorni.
Il problema era grosso, perché Pasqua doveva essere calcolata partendo dall’equinozio di primavera, ma nel 1572, quando Gregorio XIII è diventato papa, l’equinzoio cadeva già l’11 marzo invece del 21 marzo.
Per questo lui ha chiamato esperti astronomi e matematici, tra cui c’era Luigi Lilio, per sistemare il problema.
La riforma del calendario fu decisa a Villa Mondragone, a Monte Porzio Catone, vicino Roma. Questo paese adesso è chiamato anche “la città dove è cambiato il tempo della storia”. Proprio lì Gregorio XIII ha approvato la bolla Inter gravissimas che ha fatto nascere il calendario gregoriano. Ogni anno il paese fa eventi per ricordare questo fatto importante, insieme all’Osservatorio astronomico e ad altre associazioni del territorio.

## Contenuto
Con la Inter gravissimas, il Papa decise di cancellare dieci giorni dal calendario per sistemare il ritardo. Così, dopo il 4 ottobre 1582 arrivò direttamente il 15 ottobre. Decise di modficare la regola degli anni bisestili, ovvero ogni 4 anni ci sarà un anno bisestile, tranne nei secoli che non sono divisibili per 400; Infine decise di fissare la durata vera dell’anno in 365 giorni, 5 ore, 48 minuti e 45 secondi, che è molto più preciso. Con questi cambiamenti, l’errore si riduceva tanto, a solo un giorno ogni 10000 anni.

## Diffusione
Non tutti i paesi hanno accettato subito il calendario gregoriano. L’Italia, la Spagna e il Portogallo lo usarono subito. La Francia ci mise due mesi, togliendo dieci giorni tra il 9 e il 20 dicembre. Ma l’Inghilterra lo accettò solo nel 1752, e tolse undici giorni tra il 2 e il 14 settembre. Questo fece arrabbiare tanta gente, che pensava che il governo rubava i loro giorni di lavoro. Altri paesi, specialmente quelli ortodossi o in Asia, hanno aspettato ancora di più. La Russia l’ha adottato solo nel 1918, la Grecia nel 1923 e la Turchia nel 1926. Alcuni paesi come la Cina, il Giappone e l’India oggi usano il calendario gregoriano solo per le cose civili, ma per le feste religioseusano ancora il loro.
Per via di questo cambiamento, ci sono eventi strani nella storia. Per esempio, Santa Teresa d’Avila è morta nella notte tra il 4 e il 15 ottobre 1582, che sembrano due giorni lontani ma era lo stesso giorno, solo che cambiava il calendario. Anche Newton è nato in due date diverse: il 25 Dicembre 1642 (secondo il calendario vecchio) e il 4 Gennaio 1643 (nel calendario nuovo).